# Белчо Горанов
Белчо Горанов e български спортист и активен спортен деятел. Генерален секретар на Българския олимпийски комитет.

## Биография
Роден е на 15 октомври 1962 г. в гр. Казанлък.
Състезател по борба в отборите на „Торпедо“ (Карлово) и „Левски-Спартак“ (София). В периода 1984 – 1988 г. е включван в националните отбори по борба и самбо.

### Образование и кариера
След прекратяване на състезателната си кариера завършва право във Висшия институт на МВР. Специализира спортно право. През 2012 г. Националният държавен университет за физическа култура, спорт и здраве „П. Ф. Лесгафт“ в Санкт Петербург, Русия, му присъжда научна степен кандидат на педагогическите науки. През 2014 г. от Националната спортна академия „Васил Левски“, София, получава образователна и научна степен доктор. През 2021 г. е удостоен със званието Почетен доктор на Националния държавен университет за физическа култура, спорт и здраве „П. Ф. Лесгафт“.
В периода 1989 – 1993 г. е главен юрисконсулт на Централния съвет на Българския съюз за физическа култура и спорт.
От 1995 до 2001 г. е председател на Контролния съвет на Българската федерация по борба.
Началник на кабинета на президента на Българския футболен съюз] (БФС) (2002 – 2004).
Генерален секретар на Българския олимпийски комитет от 2005 г., преизбиран през 2009, 2013, 2017 и 2021 г.
Заместник-ръководител на българските олимпийски делегации на Олимпийските игри в Пекин 2008, Лондон 2012 и Рио 2016 и на Зимните олимпийски игри в Торино 2006], Ванкувър 2010, Сочи 2014, Пьонгчанг 2018 и Пекин 2022 и ръководител на българската олимпийска делегация на игрите в Токио 2020 (проведени през 2021).
Белчо Горанов е член на Надзорния съвет на фондация „Български спорт“.
Член е на юридическия отдел на Международната федерация по борба (ФИЛА) (2005 – 2017), както и на нейната Апелативна комисия.
От 2017 година е председател на Юридическата и етична комисия на Обединената световна борба (UWW, бивша ФИЛА), преизбран на тази позиция през 2021.
Член на Комисията по маркетинг и комуникации на Европейските олимпийски комитети (ЕОК) (2017– 2021; 2021 – 2025).

### Публикации и почетни отличия
Белчо Горанов е съавтор на книгата „Хуманните ценности на борбата“.
Носител на Златния медал на ФИЛА и на „Медал за Олимпийска заслуга“ на БОК. Носител на Златен почетен медал на Българската федерация по борба за принос към развитието на борбата. Носител на наградата на ЕОК „Олимпийски лавров венец“.
Носител на почетния знак на Президента на Република България.
Награден с Почетния медал на НСА през 2023 г. от ректора Николай Изов за принос в развитието на спорта и олимпийските ценности.